# Antonio Tajani
Antonio Tajani (Roma, 4 de agosto de 1953) es un político italiano perteneciente al partido Forza Italia y al Partido Popular Europeo, actual Vicepresidente del Consejo de Ministros de la República Italiana y ministro de Asuntos Exteriores. También fue vicepresidente de la Comisión Europea, comisario y presidente del Parlamento Europeo.
En el ámbito europeo, fue elegido diputado al Parlamento Europeo en 1994, tras haber sido portavoz del gobierno de Silvio Berlusconi. Ha sido vicepresidente de la Comisión Europea y comisario de Transportes entre 2008 y 2010, y comisario de Industria y Emprendimiento entre 2010 y 2014. Entre 2014 y 2017 fue vicepresidente del Parlamento Europeo, siendo su presidente desde el 17 de enero de 2017 hasta el 3 de julio de 2019, durante la VIII legislatura de la Eurocámara.

## Formación
Tras haber realizado los estudios de máster de derecho en la Universidad de La Sapienza, empieza a trabajar como periodista parlamentario en el semanal Il settimanale en 1982. Ese mismo año logra un puesto de periodista en Rai Radio Uno. Ha sido también jefe de departamento de Il Giornale en Roma.
Además es oficial del ejército del aire italiano. Tras haber realizado cursos de especialización de defensa aérea en el distrito Borgo Piave de Latina, ha sido controlador de la defensa aérea en la base radar de San Giovanni Teatino.
Habla de manera fluida francés, inglés y español.

## Carrera política
En 1994, participa en la fundación del partido Forza Italia, y obtiene un puesto de responsable regional en la región del Lacio. Ese mismo año, se convierte en portavoz del Presidente del Consejo de ministros Silvio Berlusconi y es elegido diputado europeo.
En el Parlamento Europeo, ha sido miembro de diferentes comisiones como la de Exteriores y la de Defensa y Seguridad. Pasa a formar parte del ayuntamiento de Roma en 2001, y es derrotado por Walter Veltroni en las elecciones municipales de 2002. Ese mismo año, es elegido vicepresidente del Partido Popular Europeo (PPE).
El 8 de mayo de 2008, Antonio Tajani es nombrado comisario europeo por Italia por el nuevo gobierno italiano de Silvio Berlusconi para suceder a Franco Frattini, que había sido nombrado ministro de Exteriores. De esta manera, hereda la cartera de Transportes y un puesto de vicepresidente. Es designado vicepresidente y comisario de Industria y Emprendimiento en la II Comisión Barroso.

### Rechazo a la indemnización
Antonio Tajani ha rechazado la indemnización a la que tenía legalmente derecho como ex comisario (468.000 euros) por «razones éticas».
Cuando abandonan la institución, todos los comisarios tienen derecho a una indemnización de 13.000 euros mensuales durante tres años, es decir, 468.000 € netos en total, para compensar las dificultades que podrían afrontar para encontrar trabajo, teniendo en cuenta que muchas veces no pueden ejercer actividades relacionadas con las competencias que han ejercido.
Sin embargo, cuando se convierten en diputados europeos no existe esa incompatibilidad y pueden mantener legalmente esa indemnización de «transición». Es decir, que si quieren se pueden embolsar los 13.000 € al mes durante tres de los cinco años de la legislatura, junto al salario de eurodiputado.
Antonio Tajani, escribió una carta al entonces presidente José Manuel Durão Barroso en el mismo momento de su dimisión como comisario, en la que decía que renunciaba a la pensión transitoria por razones éticas.

### Dedicación de una calle en España, en Gijón

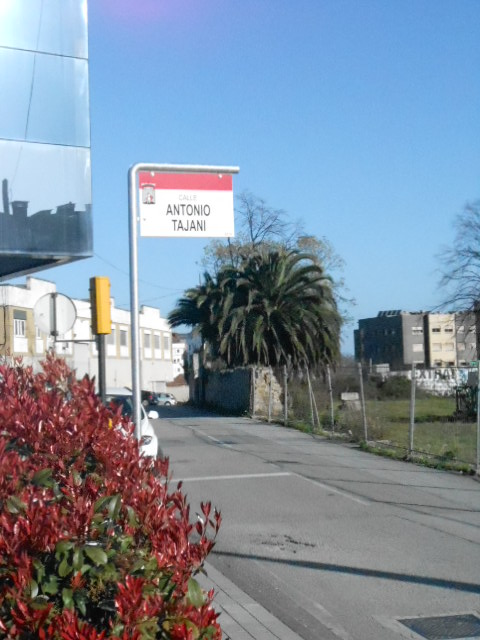
Vista de la calle Tajani, Gijón.

En abril de 2015, la ciudad de Gijón, en el Principado de Asturias (España) ha dedicado una calle a Antonio Tajani, en reconocimiento de la labor realizada durante su mandato como vicepresidente de la Comisión Europea, responsable de Industria y Empresa. El nombramiento de la calle fue pedido por los trabajadores de la empresa norteamericana Tenneco junto a la federación asturiana de empresarios, con el consenso de todos los grupos políticos del Ayuntamiento de Gijón, por la mediación llevada a cabo por Tajani, en septiembre de 2013 en las negociaciones con Tenneco, que decidió cerrar su planta de Asturias y despedir a 210 empleados. Después de una larga y esforzada negociación con los dirigentes de la empresa y los sindicatos, Tajani pudo obtener la reapertura de la fábrica en abril de 2014, conservando la producción de la fábrica y preservando dos tercios del antiguo personal.

## Distinciones honoríficas
- Oficial de la Orden de la Legión de Honor (03/05/2012).[5]
- Caballero Gran Cruz de la Orden del Mérito Civil (04/02/2013).[6]
- Gran Cruz de la Orden de Bernardo O'Higgins (26/01/2015).
- Premio Europeo Carlos V de la Fundación Academia Europea e Iberoamericana de Yuste (09/05/2018).[7]
- Cruz del Mérito de la Guardia Civil con distintivo de Plata (20/02/2020).
- Gran Cruz de la Orden de Isabel la Católica (10/12/2024).[8]